# Староегипатска религија
Египатска религија је појам који се односи на религију старовековног Египта. Ова религија се јако разликује од свих других религија и то не само формом и начином на који је реаговала на околне утицаје и свој властити развој. Египћани су поштовали као богове животиње или фантастичне животиње које су биле смесе животиња и људи. Овакав аспект је пренеражавао старе Грке, али је из историје познато доста оваквих примера па ипак је несхватљив њихов поглед на свет и начин изражавања поштовања према боговима. Различитост, развијена симболика и непрегледна митологија као и религиозна филозофија води многе енигматске научнике као присталице теорија спајаних са феноменом НЛО и мистика који траже корене ових идеја и мисли управо у овој религији. На пример по Ериху Деникену и часопису Енигма ове хибридне личности збиља су постојали и биле су створене генетичком модулацијом коју је спроводила нека не тако јако мимоземаљска непозната напредна цивилизација слично као што би то могло да спроведе људство данашње цивилизације.
Египатска митологија и религија је јако компликована, фигурира у њој јако много богова који су имали исту или јако велику функцију прикладну томе добу. Уобичајено је да су неколико богова претендовали на место најстаријих и највишег бога. Ово су свештеници Египта на разне начине доказивали и узајамно припајали логику у несагласне теорије. Египатски свештеници се овим нису бавили јер је њихово поимање времена дијаметрално различито од нашега поимања времена, на пример две појаве су могле да настану у исто време, а да не буду исто старе. Њих нису занимале ни ствари као да је неко могао да роди сам себе или да је потомак могао да буде старији од родитеља.
Даљим проблемом који компликује оријентацију у овој религији је велики број регионалних богова и излагања и честе назнаке митологија. Регионални може да значи разлике у разним храмовима. Укупно је познато преко три хиљаде различитих египатских богова, и то није комплетна листа њихових божанстава.
Посебност је нарочито стриктно одвојен свет богова од света људи и једини елеменат везе између ова два света је египатски краљ који је био живећи бог. Са овим карактеристикама ова два одвојена света се може сусрести као са великом реткошћу и код сваке религије налазимо барем некакве везе које имају значај за ова два света.

## Историјски развој
Иако је египатска религија уопштено сматрана као строга и непроменљива није истина да се није развијала, само се може утврдити да се овај развој вршио спорије него је то уобичајено, тачније да је пролазио извесним етапама и религија се тако развијала у скоковима.
Првобитни развој египатске религије је стављан у раздобље у пет миленијума п. н. е. када се на територији Египта јављају тотемистичка божанства у животињским или биљним ликовима. Ове представе су у четвртом миленијуму прерасли и начине поштовања богиње мати. Може се говорити о томе да је ово једна од типичних појава за млађе камено доба. На прелому четвртог и трећег миленијума п. н. е. дошло је до персонификације богова и са тим у споју персонификације природних сила и посебност је у томе што да се у ово доба краљ сматрао богом и био је у ствари сматран за инкарнацију бога Хора. У старом Египту у време Старог краљевства (најчешће датирано 2650. п. н. е. до 2189. п. н. е.) створене су теолошке основе школе чији утицаји се јављају све до позног доба ове религије. У овој фази египатске религије или боље речено у овој вери могу се наслутити неколико узајамно тешко састављаних токова религије. Ови токови су временом стопљени у један ток као целину. Поједини токови су били релативно конзистентни и имали су јединствену основу али са различитим излагањима важности појединих божанстава и принципа. Стварањем јединствене религије настала је тешко схватљива и узајамно противречна целина. Спој ових делова није никада био савршен што је довело до тога да је сваки владар преферирао одређена божанства, и тиме су настајали комбиновани богови (као нпр. Амон-Ра) а њихова функција није морала да буде ни слична, а неки богови су били стопљени са другим. Ове комбинације нису морале да буду од двају божанстава и сасвим је био могућ и састав од три или више богова.
Ова раширеност религије је била обично дата локално, а када се позиција богова утврдила у времену могло се у другој регији пронаћи створитељи који су били сматрани за другоразредне чланове египатског пантеона. Пример може да послужи силазак са највишег трона бога Амона у највише кругове богова који се овако побољшао када је Весет његов центар култа постао уједно и центар Египта. Нарочито је то помогло и истеривања Хикса које је направио управо фараон из Весета који су то доказали уз помоћ Амоновом и управо од 18. династије је фараон сматран за Амоновог сина иако је од 5. династије постало део краљевске титулаторије фраза Син Реов.
После распада Старог краљевства, почео је период најдинамичнијег развоја ове религије, практично у току сто педесет година променио се поглед на мртве и учврстио се култ Озириса чиме је дошло до битних промена у питањима шта се дешава после смрти, настала је мисао о суду и учење о души. Ово учење је стало са почетком Средњег краљевства (пре 2040. п. н. е.) за време чијег се трајања у целом Египту ништа није догодило. За ово доба се усталио култ Озириса који је разрађен у систем. Поједини центри су боље разрадили своје религиозне погледе.
После распада Средњег краљевства (1658. п. н. е.) је у Египат дошао већи број богова из Сирије и њихов се утицај осећао све до укидања Новог краљевства (1070. године п. н. е.). После укидања Новог краљевства се развио култ спојен са животињама и биљкама. Животиње и биљке нису само сматрани за појаве богова већ су саме постале боговима. Грубо у 6. веку п. н. е. је дошло до значајног пробоја магије која је постала популарна међу простим људима. У погледу магије њу су могли да врше не само богови већ и особе које су је студирале.
После године 332. п. н. е. дошло је делимично до хелинизације Египта и религија је добила помешани карактер и овај тренд је трајао и после године 30. п. н. е. када је Египат постао део старог Римског царства. Процес хеленизације је био најјачи на северу земље и у правцу југа је бивао све слабијег интензитета. У равни религије се ова хеленизација јавља као појава бога Сераписа који се појављује као спајање грчког бога Зевса и египатског Озириса.
Ова религија је нестала практично са појавом хришћанства које је остало сачувано у посебној врсти коптског хришћанства све до данас. У овој вези треба да се напомене да је египатско хришћанство настало без отпора дотадашње религије и вере и то се објашњава да је дошло до засићења дотадашњом религијом у Египту и као такво није могла да понуди алтернативу за хришћанство као и да се у овој религији препознате чињенице које су личиле на дотадашњу религију у Египту. Хришћанство пак није имало слиних приступа ка домаћим религијама али је последњи храм затворен неочекивано касно и тек у средњем веку 535. године те и ако се после тога у домовима могло сачујати неколико година пад араба 636. године није се срео са никаквим остацима египатске религије на овом тлу.

### Митологија у старом Египту
Митологија у старом Египту била је скупа са култом старовековних египатских богова одређујућим елементом египатске религије. Односи се на велики број често веома различитих контрадикторних и самосталних сложеница. Важним делом египатске митологије су били митови о краљевској идеологији којих је циљем представити фараона као биће које спада у свет богова. Иако су митске представе присутне од најстаријег доба и у реду случајева могу се констатовати њихови правековни корени и указивати на њих али је њихова усаглашеност постигнута само у доба краја Старог краљевства или чак у Средњем краљевству да би уцељене форме митова настајале тек у Новом краљевству. Главни бог је био бог Ра после Амон- Ра и био је то владар дана и ноћи.

### Главни религиозни токови
- Деветоро из Хелиополиса (енеада), главни бог је био Атум
- Осморо из Хермополиса главни бог је био бог Ра
- Тројица Хнум-Сатет-Анукет из Елефантина главни бог је био Хнум
- Тебска тројка Амун-Мут-Хонс главни бог Амон
- тројка из Мемфиса Птах-Секхмет-Нефертем, главни бог је био Птах. Ова тројка носи неке црте монотеизма
- Озирисов мит и тројица Озирисев-Изида-Хор- која је значајна религија за цео Египат

## Амарнско (монотеистичко) доба
Ту иде о кратко раздобље старовековног Египта, када је био систем богова замењен моделом једног бога. Ова реформа се није дуго одржала и друштво се вратило ка старим традицијама.
Ово раздобље је тесно спојено са владарем Аменхотепом IV који је створио ову реформу и она је постојала само током његове владавине и он забрањује Амонов култ за касније и култове свих осталих богова. Једини дозвољени култ је бога Атона. Овај култ је постојао и пре али је био мало познато божанство и на свом значају је добио само за време владавине Аменхотепа IV.
Фараон је сам себи променио име у Ахатон и изградио је свом богу нови град који није заражен старим боговима који је назвао Ахетатон (Атонов хоризонт) и из којег је све до краја свога живота владао. Овај град је у садашњости означаван на основу два села у близини ка Тел ел-Амарна или само Амарна на основу којег је ово раздобље добило своје име (називано кадгод и ахатонско или атонско и слично.
Аменхотеп IV на крају умире и после његове смрти 16 или 17 –тих година његове владавине и до данас није јасно да ли је умро природно или је одстрањен после његове смрти је наступио Сманхакаре који је неколико година са њим био заједнички владар. Наравно владао је кратко и до данас се не зна ко је он у ствари био (син са харемском супругом или син верног дворанина а највероватније је то била сама Нефертити и то се сматра као најуваженија могућност). Ни за њу није јасно дали је умрла природним путем или је била насилно усмрћена.
После њега наступа Тутанхатон који је даље прекорачавао линију претходника Сменхакареа али се после три године преселио из Ахетатона натраг у Весет и променио је своје име на Тутанхамон (Жива слика Амонова). Током своје владавине он мења религију на рачун старе традиције. Тутанкамон је умро после девет година владавине за неразјашњених околности.
За владавине Тутанкамоновог наследника Аја II и Харемхеба наставила се рестаурација предреволуционарних односа и на крају долази до ликвидација натписа који садрже Ахнатоново или Атоново име. За време Рамзеса И првог владара 19. династије нису остели такорећи никакви трагови.
Може се спекулисати колико је било Аменхотепово иступање око Амону и његовим кнежевима мотивисано моћнички (У то доба амонови кнезови су имали велику моћ о коју им је Ахнатон одузео) а колико религиозно. Сигурно је само да је реформа била јако радикална и у својим последицама неуспешна. Ово доба је ипак на целокупно египатску културу и на сам Египат као такав имало је јако велики утицај који је био приметан кроз значајни део генерација о брисању овог доба из историје Египта.

## Утицаји
Најјачим елементом у египатској митологији је прединастички утицај природних религија и у јако позној верзији египатске религије може се разликовати првобитни елементи који потичу од земљорадничке или пак ловачким начоном оријентисаних племена. Ту може да се разликују неолитске културе Меримбда Бени Салама, која према неким истраживачима даје основу египатском начину сахрањивања. Већ непосредни утицај на египатске богове имала је бадаријска култура која је утицала углавном на богиње египатског пантеона. Даљим сломом који је отицао на египатски поглед на религију био је упад Хикса (17. век п. н. е.) и њихов долазак је донео разне богове и друге ствари (нпр. оружје) које су утицали на даљи развој Египта.
На такву египатску религију су утицали неки елементи из других религија али исто као и код египатске културе не може се тврдити да је ишло о масовне утицаје. Док је највећи утицај на друге религије имала највероватније Ибис и Сутех. Код неких египатских богова може се пратити утицај Либије и по неким истраживачима ту се види и утицај Сумера а после и других религија са којима су се Египћани сусретали. Ови утицаји нису били узајамни и може се тврдити да се не може установити са сигурношћу да се ради о преузетим елементима.
Занимљив доказ, који доказује присно спајање са природним боговима је јако велики нагласак на магију што је за тако велику и развијену религију нетипично,

## Главне мисли
Религија као такова не ставља много препрека за сваки текући живот, тачнија радило се о општим моралним условима и после о обавезама које јачају улоге државе. То се најизразитије одразило у уверењу да фараон са својим наступом на трон постаје и сам бог и после смрти њим остаје. Исто тако биле су поштоване и разне животиње (регионално различите) које су сматране за свете и у неким случајевима су сматране и за богове, такве животиње су поштоване као и богови и после смрти су били специјално сахрањиване.

### Космологија
Египћани нису имали јако разрађену космологију али теорија о постанку човека је била за њих прилично значајна. Најпре је био свемир који је био напуњен тамним водама хаоса. Према најраширенијој теорији први бог је био бог Ра.- Атон. Тај је пљунуо и из тога је настао Шу бог ваздуха и Технут бог влаге. Свет као таков настао је када су Шу и Тефнут породили или тачније створили децу Нут (небо) и Геб (земљу). Интересантно је да пре ових богова постоје и прабогови који нису били толико поштовани и који у не утичу на причу. Геб и Нут у почетку нису били одвојени и одвојили су се тек касније јер су се често свађали.
Људи су по правилу настали тако да су се Шу и Тефноут посвађали. Тефноут је ишла кроз пустињу и изгубила се, Ра- Атон је по њу послао своје око које ју је нашло и његове сузе су се промениле у људе.

### Смрт
Смрт је у свари значајан чинилац египатске религије и митологије. Са смрћу је спајан велики број ритуала који су били компликовани и спојени су са мумификацијом тела. Као услов за посмртни живот египатска религија је сматрала постојање и очување тела. Поступак спојен са мумификацијом сувисан је још са прединастичким културама. Стваран погреб, гроб и мумификацију тела могла је себи да приушти занемарљив број људи у Египту, док су остали морали да се задовоље очувањем тела у пустињи. Сложени поступци мумификације развијени су за време четврте династије. Ова врста погреба се ослањала на култ бога Озириса.
Дуго времена стручњаци су сматрали да је смрт играла у животу Египћана главну улогу али је то била заблуда која је настала да је већина проналазака у вези са Египћанима била повезена са смрћу и религијом. То је условљено тима како су Египћани градили своје грађевине. Градили су их у ствари од непечене опеке. Камен је био резервисан за религиозне грађевине а краљевске палате су били од непечене опеке од чега се до савременог света није ништа сачувало док су храмови гробови и капеле до данас расејани по целом Египту.

#### Подземни свет
Египатска представа подземног света није била никаква представа лепога и радило се о представи где је све било веће и обиље, земља је била роднија а и лавови су били гриватији и просто била је веће како позитивна тако и негативна страна живота. И у овом свету човек је могао да умре али је смрт бивала дефинитивна. Да би човек доспео на онај свет не само да је морао да има очувано тело већ његова душа није смела да залута и за овај задатак је у гроб бивала постављана књига мртвих које је била у ствари упутство за мртвог како да дође до суда. Ова представа је из каснијег доба и душа је долазила у просторију где је на вагу на један тас стављано срце а на други тас је стављано перо богиње правде Маст. Срце је представљало етички кодекс Египта и ако је срце било теже од пера долазила је душа у онај свет подсвести у супротном је случају срце прождерала Амемаит (прождирачица душа). При овом вагању срца је било присутно 42 богова и сваки од њих је стављао по јадно питање и одговори су показивали на стање казаљке на ваги.
Иако се радило о свету које је био практично исти, човек је остајао у оној касти у којој би био и рођен јавља се овде позитиван елеменат којим је било мање рада јер је сваки имао свога слугу или слушкињу (кипови који су били смештени у гробове). У тај посмртни свет нису били примани лопови, нису ту били ни војници и био је вечити мир. Шта се дешавало са професионалним војницима није јединствени одговор и не постоји.
Овај свет је првобитно био смештен у свемир али се почетком Средњег краљевства ова представа смешта у подземље што је утицало на представе о овоме свету.

### Ред
Даљим значајним принципом је „мат“- ред. Овај појам није само да је био један од основних камена темељаца религиозног мишљења старовековних Египћана- њихово подржавање је требало да обезбеди стабилитет света и његов редовни ход. О важности овог принципа говори и чињеница да сам фараон који је био бог и од људских правила био је као такав изузет већ од најкасније од краја Старог краљевства бива му овај принцип надређен и својом целокупном одговорношћу морао је да одржава као свој главни задатак „мат“. Персонификацијом овог принципа је била староегипатска богиња Мат и њен симбол је био ној и перо.
Само слово „мат“је врло тешко преводиво и спаја појмове као што су „правда“, „хармонија“ и „стабилитет“ или просто „тачно опхођење“. Репрезентује све то шта треба да је тачно и неминовно за тачан поредак ствари ток ствари. То је универзални космички ред и садржи свет људи и свет богова и њихово не само спајање већ и зависност. Изразом функционисање „мат“ у свету богова су пре свега митови и легенде и јавља се као циклуси пре свега лунарни и сунчани и због тога су богови као Ра и Тховт били означавани као „Пан мат“. Срушењем „мат“ дошло би до краја света и до победе хаоса (египатски „исфет“).
Најизражајнији и ако не и једини извор за схватање „мат“ су староегипатске књиге паметних савета у живот. До исте мере нормативни карактер има само 125. д Књиге мртвих који садржи исповед умрлог пред судом када говори о својој моралној чистоти наводећи дела које није чинио ( негативна причест).f>

### Богови
Египатски богови произлазе из разних култова којих се ова религија није ослободила током своје дуге егзистенције. Ови богови били су поштовани као природни укази у виду животиња или биљака. Треба да се подвуче да се увек радило о конкретној биљки или конкретној животињи али се поштовање бога односоло на све биљке или животиње или природне појаве што није подразумевало да иде о највишег бога. Бог је могао али није морао да има неку специфичну функцију односно област деловања. Уколико није имао неку специфичну функцију нико није био у стању да реши шта у ствари тај бог ради.
Даљим значајним аспектом јесте да бог нема своју биографију у респективи, овакву биографију има само мали број богова. Значи да није познато ништа о томе како и где се евентуално родио као ни појединости и није познато ни то што је било пре а шта после.
Уопште о овим боговима се не може судити да су били бесмртни иако су после смрти остајали у оном свету и из тога би произилазило да за умрле нису имали живећи богови никакав учинак. Ово ипак није испуњено јер према египатској митологији се у оном свету поштују ти исти богови као и за живота у свету живих.
Код египатских богова можемо се сусрести са неколико посебности, од којих је прва њихов посебан настанак, даље њихово иступање које је пуно нелогичности тако да позитивни богови наступају често и у негативним улогама где је ово питање митологије. Из митологије такође знамо да морал богова произилази из предисторијског доба или раног историјског тако да често бива мимо тадашњих добрих моралних норми јер је развој египатске религије био јако спор.

#### Неки египћански богови
- Ра
- Геб
- Шу
- Тефнат
- Нат
- Озирис
- Сет
- Изида
- Нептида
- Анубис
- Хорус

#### Владар
Владар старовековног Египта био је фараон који је сматран за бога. Био је бог не само после смрти већ и за време свога живота. Био је сматран да је отелотворење бога Хора до 5 династије и део титуле му је био „син Реов“ а најкасније од новог царства је сматран за бога који је син Амона. Он је требало да подржава принцип реда „мас“ и ако би дошло до неких пошасти или неплодности за време његове владавине то се сматрало незадовољством богова фараоновом владавином.

#### Представљање богова
Јако типично је представљање богова у египатској религији у воду животиња или у виду животињских и касније и људских хибрида. Поједини богови немају сталне приказе и јављају се у многим ликовима и често се не може утврдити и представља проблем утврђивања представа појединих богова или објаснити због чега се ови богови управо представљају на одређен начин.

### Култови
У египатској религији је играли значајну улогу редови култова. Такорећи сви су излазили из природних почетака ове религије. Египћани су веровали да су неке животиње или биљке били посветне а неке су били сами богови. Да би животиња постала бог морала је да испуњава неке од одређених правила и знакова, једним од најпознатијих оваквих животиња је Апис који је бик и он је морао да испуњава различите знакове и само један кнез је могао да после смрти ове животиње распише потрагу за следећом које би постала бог. Ови култови су у већини случајева били регионални и већег признања би им се десило уколико би из те средине неко постао фараон. Иако су најчешће посветне животиња биле бик или мачка може се тврдити да је свака животиња у неком од региону у Египту била посветна. Посветна животиња у регији којој она није била посвећена није била у забрани да се убија.

## Храмови
Египћани су градили збиља велики број храмова иако би тачније било говорити о храмским комплексима. У овим храмовима су често гајене посветне животиње и неки од храмова су били спојени са гробом фараона. Постоји много типова храмова иако њихова типологија није до данас разјашњена. Ипак египтолози углавном према употреби разликују типове на основу архитектонских знакова неколико типова храмова.
Већина ових храмова се није очувала или су се сачувале углавном рушевине неких од значајнијих храмова већином из Новог краљевства и каснијих раздобља. Може да се одреди представа како је један од таквих храмова изгледао. Храмовска архитектура из ранијих доба је застрта редом нејасноћа јер се овакви објекти углавном нису очували. Храмовски комплекси су настајали из старијих грађевина њиховим проширивањем и преградњама а из првобитних објеката такорећи није ништа остало.

## Последња кула религије
Још у првој половини шестог века (за време владавине Византијске империје источног римског царства цара Јустинијана I) био је храм на острву Филе последњи храм где су се практиковали традиционални обреди старовековне религије Египта, али око 535. године (иако неки извори наводе 551. годину или још касније) био је по наредби цара храм затворен шта је значило уједно и крај египатске религије). Овом затварању је претходила 150 година пре 392. године забрана свих нехришћанских обреда на територији Империје чији је Египат био део. Упркос томе се вршио овде овај обред и надаље. То да није постојао више никакав званични храм није представљало крај ове религије. Било би глупо сматрати да се овим чином одмах религија угасила а исто тако да је у већине настављена традиционална религија у Египту.
Ништа мање упадање арапа у Египат лако је завршио то што хришћанство није постигло. После таласа хришћанизације које је земљом протутњала у последњим вековима следио је тајас исламизације које је такорећи направила крај овој религији.

## Египат и религија садашњег доба
У савременом Египту је главна религија ислам ка којем се пријављује око 90% становништва. Првобитна египатска религије је била од наступа хришћанства на уступу, слабила је временом и од ње није практично ништа остало. Последња кула ове религије је био храм Филе који је преживљавао сва до половине 6. века значи такорећи до 150 година од забране паганских култова од стране Римске империје из године 392.
Хришћанство је тада за неколико векова било доминантном религијом у земљи што је почело да се мања после 640. године када је Египат пао под арапску власт. Година 830. представљала је даљу етапу у власти када је крваво угашен устанак који је био спроведен од стране Копта што значи од египатских хришћана што је знатно променило односе између хришћана и муслимана у корист муслимана тако да је ово и данас доминантна религија у Египту
Иако је првобитна религија замрла на почетку средњег века оно ипак све до данас постоји у разним облицима иако је на месту питање колико се о томе у зависности од месних прилика може да говори као о египатској религији. Ради се о реконструкционистичкој струји која течи да реконструише традиционалну религију у Египту и о надовезивању на старе традиције које се обележавају као кеметизам. Овај пак није јединствен и ствара га неколико организација које су самосталне ако се не говори о кеметистима који нису ни у једној од њих.
Осим ових реконструкционих тежњи постоје и друге рефлексије у погледу религије која које у својем еклектичком облику има много варијација.
Присутност ових новопаганских религија и токова није потврђена у самом Египту али у односу на поносе самих Египћана на фараонску прошлост своје земље може да се то очекује.